# Buk, Přerov
Buk là một làng thuộc huyện Přerov, vùng Olomoucký, Cộng hòa Séc.